# Escuadra permanente del Mediterráneo
La escuadra permanente del Mediterráneo, oficialmente Unidad Operativa de la Flota Naval Rusa en el Mediterráneo (en ruso: Оперативное соединение ВМФ России на Средиземном море) es una organización naval en el Mediterráneo .
La unidad ha sido comparada ocasionalmente como la heredera del 5.º Escuadrón Operacional (en ruso: пятая эскадра, romanizado: pyataya eskadra) de la Unión Soviética, también conocido como «Escuadrón del Mediterráneo».
La escuadra, fundada en 2013, está subordinada a la Flota del Mar Negro.

## Comandantes
- Capitán 1er Rango Yuri Stanislávovich Zemski, 2011-2014[3]
- Capitán 1er Rango Aleksander Anatólievich Okun, 2015-2016[4]
- Capitán 1er Rango Pawel Gennádievich Jasnizki, desde 2016

## Siria
Con motivo de la Guerra Civil Siria y de la operación militar rusa en Siria, buques de guerra rusos están desplegados en el Mediterráneo oriental.